# Integrated Visual Augmentation System

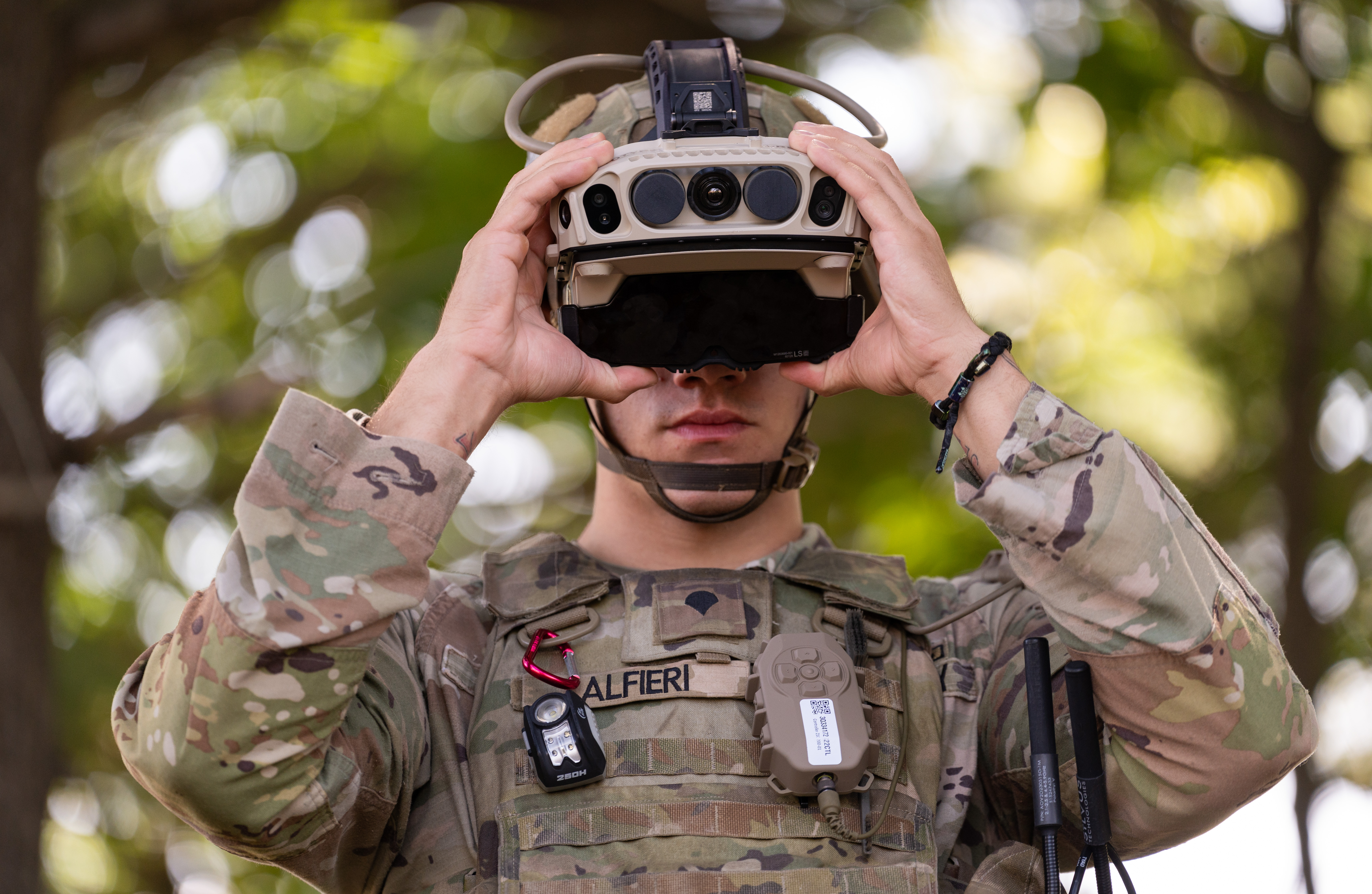
Soldado utilizando el prototipo IVAS 1.2 durante una evaluación de usuario.

El Integrated Visual Augmentation System (IVAS, Sistema Integrado de Aumento Visual) es un casco de realidad aumentada desarrollado por Microsoft para el Ejército de los Estados Unidos. Pretende mejorar el conocimiento de la situación superponiendo imágenes de sensores y otra información en el campo de visión del soldado. Originalmente desarrollado para infantería, también se está adaptando para su uso por soldados montados y tripulaciones aéreas.
Su desarrollo comenzó en 2018 y actualmente se encuentra en fase de pruebas. Inicialmente previsto para su lanzamiento en 2021, problemas de ergonomía y confiabilidad han retrasado esta fecha hasta 2025. Los soldados y las oficinas del Departamento de Defensa y delCongreso han criticado repetidamente el dispositivo y su proceso de desarrollo por problemas con la tecnología y la gestión de proyectos.

## Diseño
IVAS es un sistema de realidad aumentada basado en los casco Microsoft Hololens 2. Su intención es proporcionar a los soldados «una mejor conciencia de la situación, un mayor compromiso con los objetivos y una toma de decisiones informada».
El sistema consta de una pantalla, una computadora conocida como puck («disco»), una radio de datos en red y tres baterías conformales. La pantalla puede aumentar la visión del soldado con imágenes de sensores de imágenes térmicas y de imágenes de visión nocturna. La radio permite transmitir datos de los auriculares IVAS individuales de los soldados entre los miembros de la compañía.

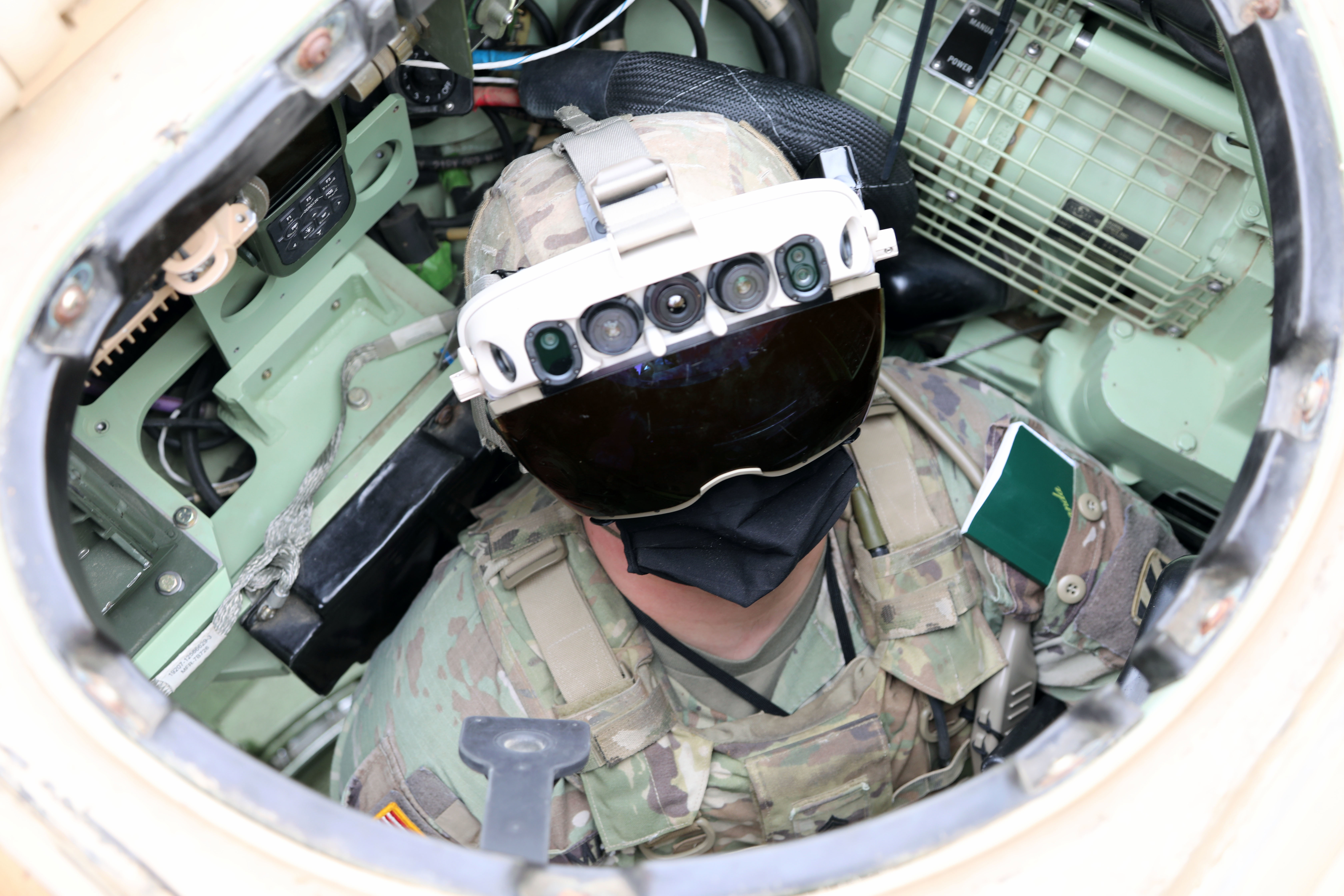
Soldado montado con IVAS.

La última versión de IVAS, la versión 1.2, pesa 3,4 libras (1,5 kg), aunque los desarrolladores están trabajando para reducirlo a un peso objetivo de 2,9 libras (1,3 kg). La computadora está unida a la parte posterior del casco para distribuir el peso y mover el centro de masa. La pantalla tiene un campo de visión de 60 grados, utilizando una pantalla plana que se puede girar hacia arriba.
El software instalado en la computadora permite que IVAS realice muchas funciones. La versión 1.2 introdujo una herramienta de entrenamiento integrada conocida como «Squad Immersive Virtual Trainer», un software que puede proyectar imágenes holográficas y de realidad mixta a través de los auriculares IVAS para ayudar a entrenar a los soldados en combate. Las aplicaciones de navegación pueden mostrar mapas del terreno e interiores de edificios, y mostrar las posiciones de las fuerzas amigas y enemigas. También se pueden desarrollar y cargar nuevos tipos de software para ampliar las capacidades de IVAS; los ejemplos incluyen designar campos de tiro para ametralladores, generar informes de evacuación médica y realizar cirugías de campo asistidas por realidad aumentada.
En marzo de 2021, el Ejército de los Estados Unidos anunció que IVAS se estaba probando con soldados montados, como en los equipos Bradley Fighting Vehicle y Stryker. En junio de 2021, el Ejército de los Estados Unidos anunció que estaba ampliando las pruebas IVAS para incluir tripulaciones de helicópteros y drones. En comparación con el casco del F-35 puramente esclavo y dependiente del avión, que debe fabricarse a medida para cada piloto, y tiene un costo de US$400 000, se estimó que el IVAS acoplado a cualquier casco costaba US$29 205 por unidad y, opcionalmente, podría funcionar de forma independiente de la aeronave cuando la tripulación desciende.

## Desarrollo
Aunque se desconoce cuándo se concibió por primera vez la idea de IVAS, el Ejecutivo de Adquisiciones del Ejército aprobó por primera vez el esfuerzo de desarrollo de IVAS el 25 de septiembre de 2018, y en noviembre de 2018 se emitió a Microsoft otro acuerdo de transacción para el desarrollo de IVAS. Las pruebas iniciales comenzaron en marzo de 2019.

### 2020
Los primeros modelos de IVAS eran muy similares a los auriculares civiles HoloLens 2, que no eran resistentes a las inclemencias del tiempo, y ni siquiera podían funcionar bajo la lluvia. IVAS entró en su tercera versión en octubre de 2020, la primera versión reforzada para uso militar. El sistema fue probado a finales de octubre de 2020 en Fort Pickett por algunos marines y miembros de la 82.ª División Aerotransportada. La prueba consistía en obtener comentarios de los soldados y perfeccionar el sistema para su eventual uso en el campo de batalla.

### 2021

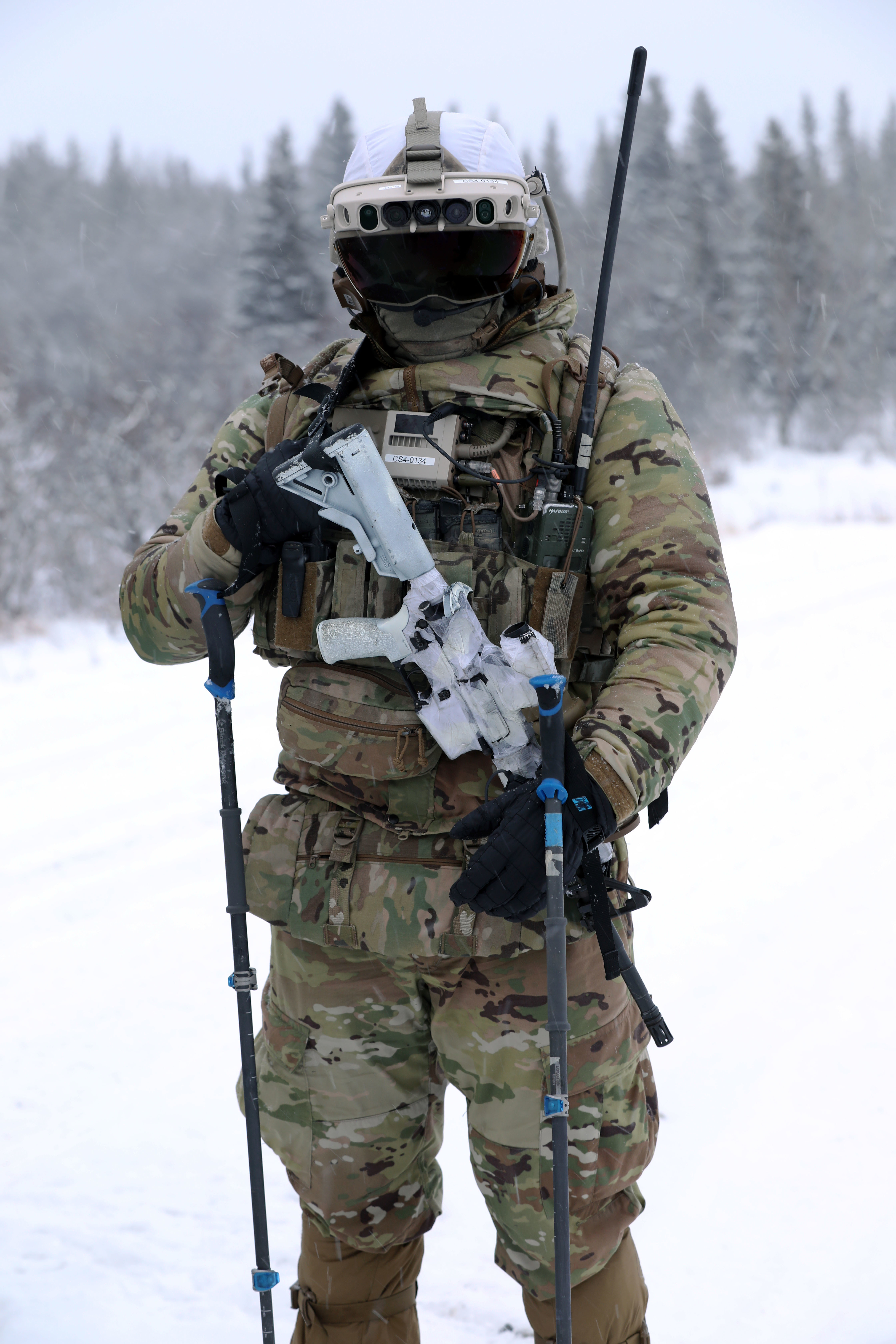
Conjunto de capacidades IVAS 4 durante las pruebas en Fort Greely, Alaska.

Después de casi dos años de desarrollo, estaba previsto que el sistema IVAS Capability Set 4 final estuviera disponible en 2021. Estaba previsto emitir más de 40 000 cascos.
El 26 de marzo de 2021, el ejército de los Estados Unidos otorgó a Microsoft un «acuerdo de producción de precio fijo» para fabricar y suministrar auriculares IVAS. Microsoft produciría auriculares para al menos 120 000 miembros de la Fuerza de Combate Cerrado del Ejército. El contrato valía hasta US$21,88 billones.
En septiembre de 2021 se llevó a cabo una «prueba de ciberseguridad y guerra electrónica adversa» de IVAS. A mediados de octubre, la «prueba operativa y puesta en marcha» del sistema se trasladó a 2022. David Patterson, director de Asuntos Públicos de Soldados de PEO, dijo: «El Ejército tiene la intención de continuar desarrollando y implementando esta tecnología revolucionaria, primera de su tipo, en el año fiscal 22».

### 2022
Las pruebas operativas iniciales de IVAS comenzaron en mayo de 2022 y concluyeron a finales de junio, aunque en ese momento se creía que el lanzamiento de IVAS en septiembre era poco probable. Sin embargo, en septiembre de 2022, el Ejército de los Estados Unidos comenzó a aceptar 5000 unidades del IVAS y planeaba desplegarlas, a pesar de que estas unidades todavía eran versiones iniciales del IVAS y requerirían futuras actualizaciones de software. Sin embargo, en noviembre de 2022, el Ejército de los Estados Unidos anunció una «corrección de rumbo» del programa, debido a que los soldados informaron dolencias físicas después de usar IVAS en el campo. Los síntomas principales fueron dolores de cabeza, fatiga visual y náuseas. Un informe de la Oficina del Inspector General del Departamento de Defensa planteó la preocupación de que estos problemas puedan llevar a que los soldados no utilicen el sistema incluso si se les haya entregado. El Ejército de los Estados Unidos y Microsoft decidieron renegociar su contrato y rediseñar el factor de forma sin dejar de planear desplegar 10 000 unidades iniciales.

### 2023

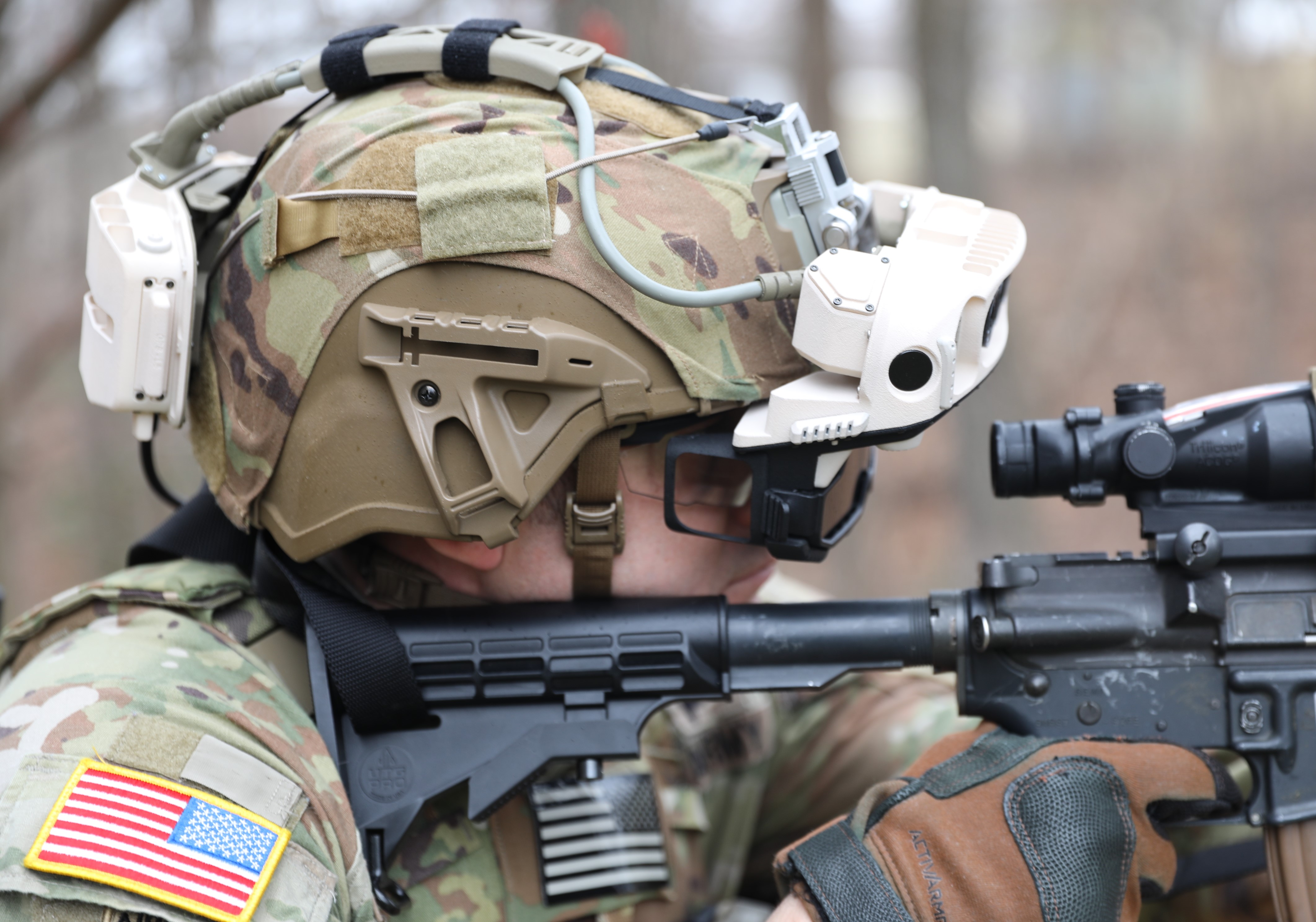
Versión 1.2 con pantalla plana y ordenador en la parte trasera del casco.

En marzo de 2023, tras la «corrección de rumbo» del programa con Microsoft, el ejército estadounidense presentó la versión 1.2 de IVAS. Aunque la nueva variante todavía se basaba en los auriculares civiles HoloLens, había algunos cambios con respecto a versiones anteriores, como la separación del controlador de la computadora, y ahora el controlador se puede conectar a cualquier parte de la parte superior del torso y al computadora montada en la parte trasera del casco. La pantalla anterior tipo casco fue reemplazada por una pantalla plana con mayor claridad, mejor línea de visión y también una bisagra que permite levantar la pantalla. Como resultado, el campo de visión se redujo de 70 grados a 60 grados. También se estaba mejorando la cámara térmica para aumentar la claridad y al mismo tiempo reducir el consumo de energía.
Todavía existían problemas en la nueva versión. El recién agregado «Squad Immersive Virtual Trainer» encontró un problema conocido como «limitaciones de oclusión dinámica», que era la incapacidad de los dispositivos de realidad aumentada para simular cómo los objetos reales bloqueaban la visión del usuario de los objetos virtuales. Los expertos en la materia aún tenían que encontrar una solución general al problema, aunque el ejército estadounidense afirmó que trabajaría para solucionarlo.
Las pruebas de IVAS 1.2 comenzaron en agosto después de que se entregaran 20 prototipos al Ejército de los Estados Unidos. Microsoft recibió otros US$95 millones para la siguiente etapa del programa, que incluyó la entrega de 280 sistemas IVAS 1.2 de preproducción y «representantes de producción» para pruebas en el año fiscal 2024, con el objetivo de presentar una versión mejorada de IVAS en el año fiscal de 2025.

## Recepción
En febrero de 2019, poco después de que se firmara el contrato para el desarrollo de IVAS entre Microsoft y el ejército estadounidense, más de 50 empleados firmaron una petición pidiendo a Microsoft que cancelara el contrato, diciendo que «no querían convertirse en especuladores de la guerra». La petición afirmaba que Microsoft había engañado a sus ingenieros sobre cómo se utilizarían sus productos; en lugar de ser beneficioso para los civiles, creían que las Hololens ahora se utilizan para «ayudar a la gente a matar». Satya Nadella, director general de Microsoft, defendió el contrato diciendo que la empresa «no va a ocultar tecnología a las instituciones que hemos elegido en las democracias para proteger las libertades que disfrutamos».
Las diversas cuestiones relacionadas con el desarrollo del sistema a menudo han causado preocupación en el Congreso de los Estados Unidos. En diciembre de 2020, el Congreso decidió recortar US$230 millones de la solicitud US$1,1 billones para las gafas IVAS del Ejército. También quería que el ejército estadounidense presentara un informe que detallara la estrategia de adquisición del programa IVAS antes del 15 de agosto de 2021. En marzo de 2022, considerando los numerosos problemas técnicos que encontró el programa, el Congreso volvió a retener aproximadamente US$400 millones en fondos para el programa hasta que IVAS completó sus pruebas operativas iniciales y el Soldado de la Oficina Ejecutiva del Programa informó a los comités de asignaciones sobre el progreso del programa.
Los soldados que participaron en las pruebas del IVAS también expresaron su descontento con el sistema. Un soldado comentó que «los dispositivos nos habrían matado», en referencia al brillo que emiten los auriculares y que se puede ver a cientos de metros de distancia. También les preocupaba la visión periférica limitada y el volumen del sistema que restringía su movimiento. En un informe «inusualmente punzante», el Inspector General del Departamento de Defensa afirmó que el Ejército de los Estados Unidso no estaba midiendo eficazmente la satisfacción de los usuarios con IVAS y que estaba «desperdiciando dinero» si a los soldados no les gustaba el sistema. El Ejército cuestionó las conclusiones del informe, describiéndolas como «fundamentalmente defectuosas e incendiarias», aunque estuvo parcialmente de acuerdo con las recomendaciones para medir mejor la aceptación del sistema.
El informe del Director de Evaluación y Pruebas Operativas publicado en enero de 2023 criticó el desempeño de IVAS 1.0 en las pruebas. Afirmó que la mayoría de los soldados que probaron los auriculares IVAS informaron de una amplia gama de discapacidades físicas y numerosas deficiencias técnicas que impactaron negativamente en su desempeño. Descubrió que los soldados cumplían mejor sus misiones con su equipo actual que con IVAS. Además, no hubo mejoras o incluso disminuciones en la confiabilidad del sistema durante su desarrollo.
A pesar de los numerosos problemas y críticas, el ejército estadounidense se mantuvo optimista sobre el programa. Doug Bush, subsecretario del Ejército para Adquisiciones, Logística y Tecnología, consideró que el programa va «por buen camino» y dijo: «Creo que los primeros resultados son positivos, lo cual es bueno de ver». Un comunicado de prensa del Ejército de los Estados Unidos declaró que a pesar de los retrasos anteriores, IVAS todavía se desplegará «varios años antes que los programas de adquisición estándar».